# Sint-Joris (Nieuwpoort)
Sint-Joris is een dorp in de Belgische provincie West-Vlaanderen en een deelgemeente van de kuststad Nieuwpoort, het was een zelfstandige gemeente tot aan de gemeentelijke herindeling van 1971. Dwars door Sint-Joris stroomt sinds de 17e eeuw de rechtgetrokken IJzer, die er op zijn rechteroever inmiddels verbreed is tot waterspaarbekken. Op de noordelijke hoek van het spaarbekken verbindt de Sint-Jorissluis, ingehuldigd op 6 januari 1975, de IJzer met het kanaal van Plassendale naar Nieuwpoort.
Sint-Joris is een landelijk polderdorpje. Het huidige dorpsbeeld is echt sterk veranderd door de aanwezigheid van het spaarbekken, en door de omvangrijke kampeerterreinen vlak naast de kleine dorpskern. De zuidgrens van het grondgebied wordt gevormd door de Grote Beverdijkvaart, de noordgrens is de vroegere loop van de IJzer, de Kreek van Nieuwendamme.

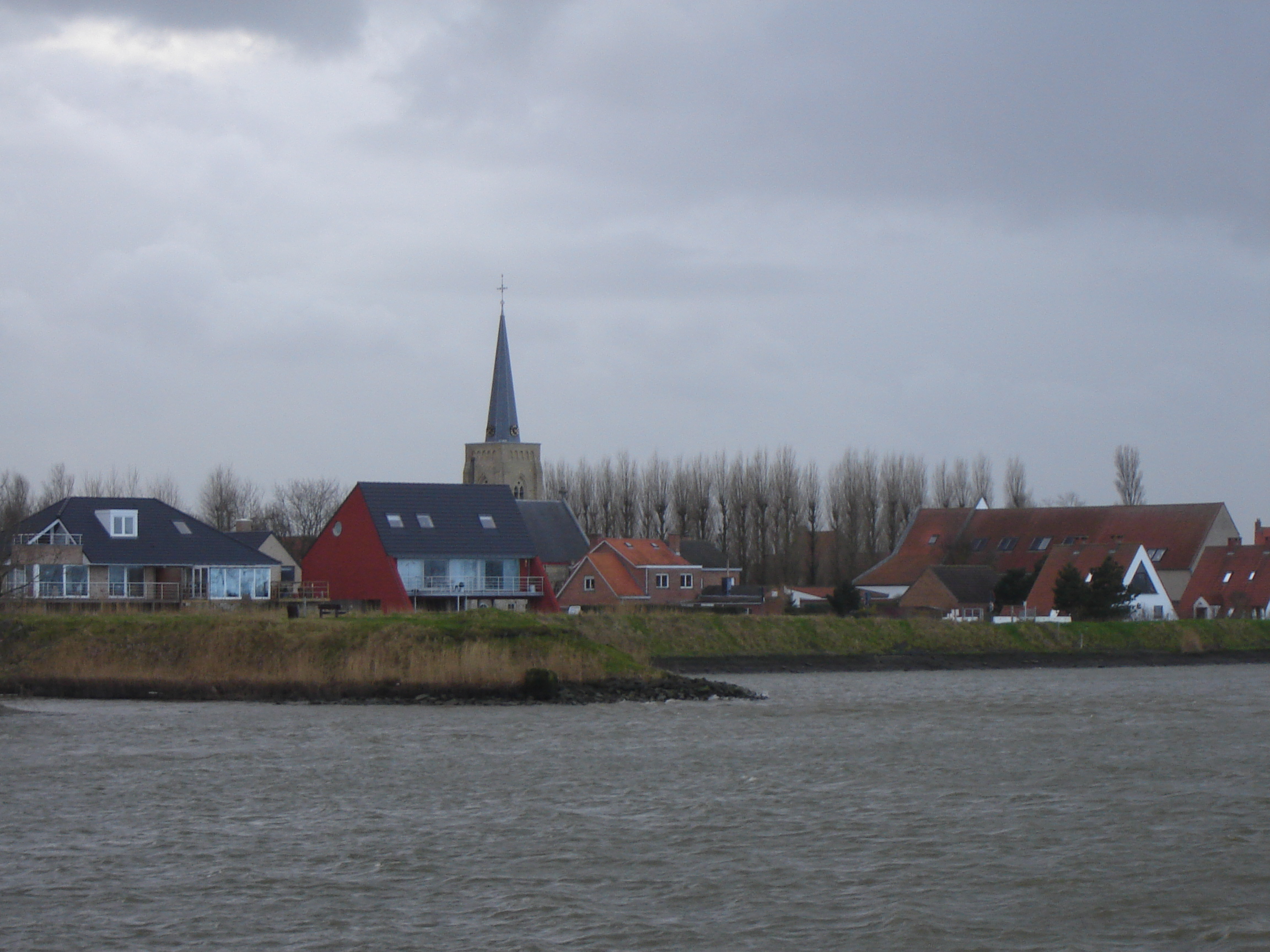
Sint-Joris aan het spaarbekken van de IJzer

## Geschiedenis

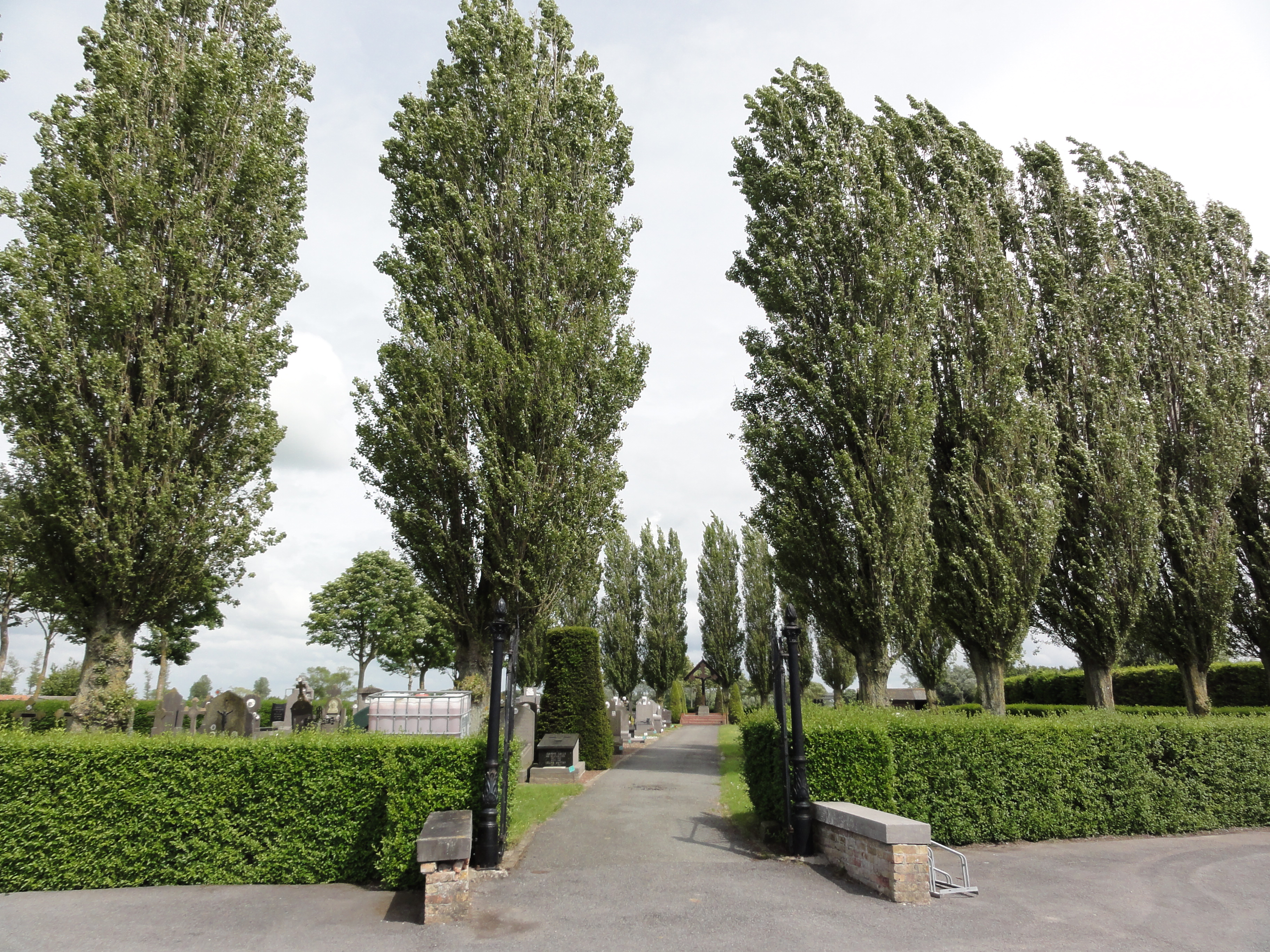
Oud Sint-Joris, locatie van de vroegere dorpskern en parochiekerk

Het dorpje had vroeger de naam Sint-Joris-ten-Dijke, in het Latijn "S. Georgii in terra nova". Rond 1200 had het een hulpkapel van het nabijgelegen Ramskapelle. In 1240 werd het een aparte parochie, onder patronaat van de Sint-Niklaasabdij van Veurne.
In 1643 is de IJzer rechtgetrokken tussen de Uniebrug en de Ganzepoot, wat verklaart waarom de gemeentegrens hier niet samenvalt met de rivier. De Kreek van Nieuwendamme.is een deel van de oude IJzerbedding.
Het dorp heeft, net als zoveel dorpen in de omgeving, zwaar geleden in de Eerste Wereldoorlog, toen het volledig werd vernield. De oude kerk werd verwoest in de oorlog. De kerk werd in de jaren twintig heropgebouwd, weliswaar een 700-tal meter verder in de richting van Nieuwpoort.

## Demografische ontwikkeling
- Bronnen:NIS, Opm:1831 tot en met 1970=volkstellingen; 1976 = inwoneraantal op 31 december

## Bezienswaardigheden
- De Sint-Joriskerk
- Aan het Sint-Jorisplein staat een monument voor Luitenant-Generaal Dossin.
- Ramscappelle Road Military Cemetery, een Britse militaire begraafplaats met meer dan 800 gesneuvelden uit de Eerste Wereldoorlog.
- Bij de Uniebrug over de IJzer, op de grens met Mannekensvere staat een beschermd standbeeld als gedenkteken voor het 7de Linieregiment. Vlakbij staat ook een gedenkteken voor het 14de Linieregiment.
- Langs de weg naar Nieuwpoort staat demarcatiepaal nr. 13.
- In Oud Sint-Joris, waar voor de oorlog het dorpscentrum lag, ligt nog het kerkhof van het dorp.

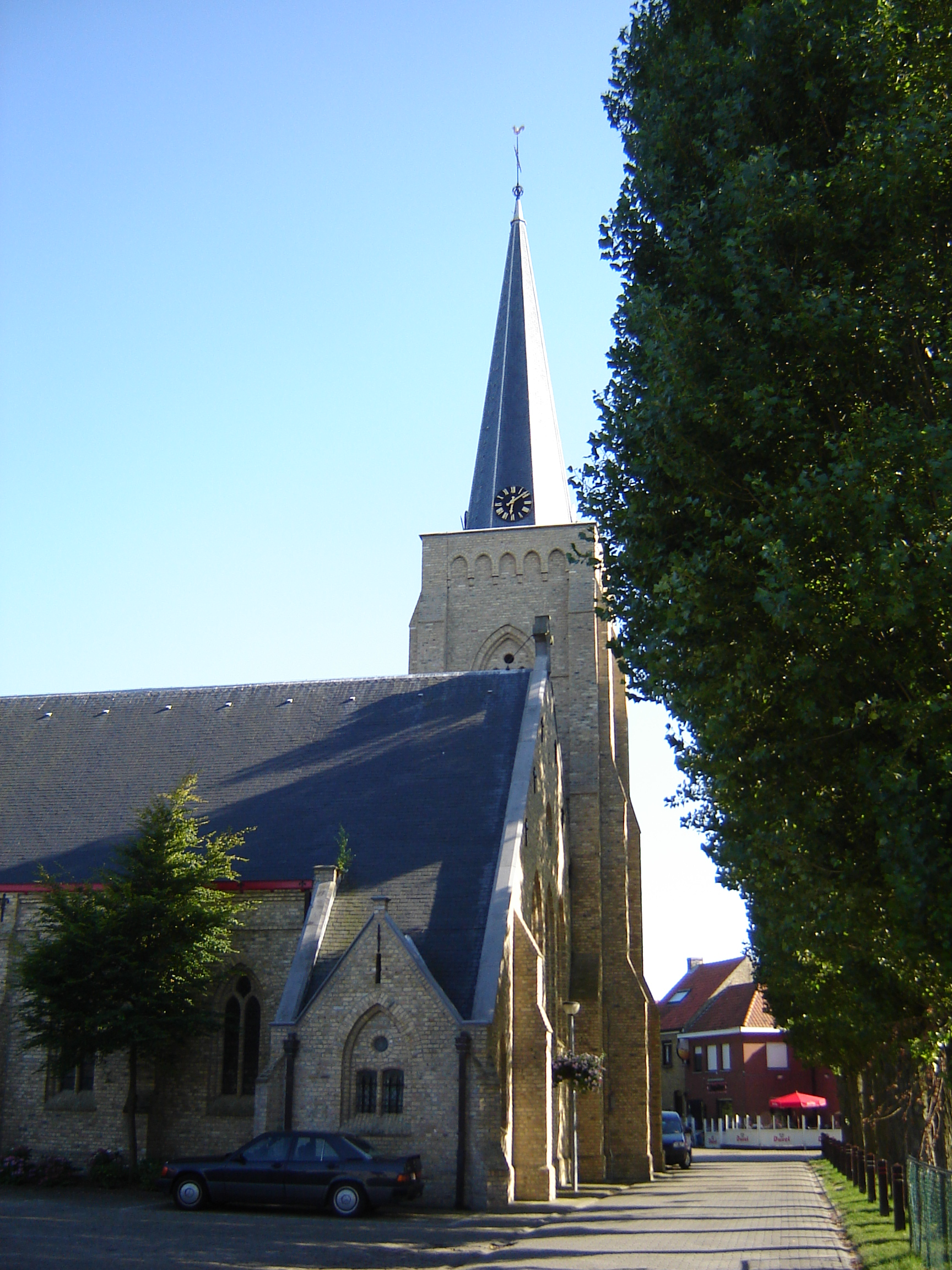
Sint-Joriskerk

## Natuur en landschap
Het zuidelijke deel van Sint-Joris met de dorpskern ligt ingeklemd tussen de IJzer, hier verbreed tot het  Spaarbekken, en de Noordvaart. Deze komen samen in de Ganzepoot, een bijzonder sluizencomplex ten westen van Sint-Joris. Sint-Joris ligt op ongeveer 3 meter hoogte boven TAW.

## Politiek
Sint-Joris was een gemeente tot de fusie van 1971. Burgemeesters waren:
- 1830-1836 : Petrus Franciscus David
- 1836-1840 : Engelbertus Misselyn
- 1840-1851 : Joannes Danneel
- 1851-1859 : Carolus Vanhaverbeke
- 1859-1896 : Ludovicus Franciscus Legin
- 1896-1921 : Henricus Josephus Mus
- 1921-1926 : Charles Tavenier
- 1926-1936 : Henri Hillewaere
- 1936-1940 : Emericus Leon Jacobs
- 1940-1970 : Camiel Hillewaere

## Nabijgelegen kernen
Nieuwpoort, Ramskapelle, Lombardsijde, Mannekensvere
1. ↑  VisuRIS - Sluis detailgegevens. www.visuris.be. Geraadpleegd op 7 mei 2024.
2. ↑  "ST.-JORISSLUIS WERD INGEHULDIGD", Het Wekelijks NIEUWS, 10 januari 1975. – via https://historischekranten.be.